# Šindelný vrch
Šindelný vrch är ett berg i Tjeckien. Det ligger i den centrala delen av landet, 120 km öster om huvudstaden Prag. Toppen på Šindelný vrch är 812 meter över havet. Šindelný vrch ingår i Žďárské vrchy.
Terrängen runt Šindelný vrch är huvudsakligen platt, men österut är den kuperad.Runt Šindelný vrch är det ganska glesbefolkat, med 43 invånare per kvadratkilometer. Närmaste större samhälle är Žďár nad Sázavou Druhy, 9,0 km söder om Šindelný vrch. I omgivningarna runt Šindelný vrch växer i huvudsak barrskog.